# Yazid Kaïssi
Farid Talhaoui (Montreuil, 16 maggio 1981) è un ex calciatore marocchino, di ruolo centrocampista.

## Carriera

### Nazionale
Nel 2004 ha fatto parte della selezione marocchina che ha partecipato ai Giochi della XXVIII Olimpiade.

## Palmarès

### Club

#### Competizioni nazionali
- Emir of Qatar Cup: 1

Umm-Salal: 2007-2008